# أولي ماكبيرني
أولي ماكبيرني (مواليد 4 يونيو 1996) هو لاعب كرة قدم إسكتلندي يلعب في مركز المهاجم في نادي شيفيلد يونايتد.

## وصلات خارجية
- أولي ماكبيرني على موقع الاتحاد الدولي (مؤرشف)  (الإنجليزية)
- أولي ماكبيرني على موقع الاتحاد الأوربي (الإنجليزية)
- أولي ماكبيرني على موقع الاتحاد الإسكتلندي (الإنجليزية)
- أولي ماكبيرني على موقع قاعدة بيانات كرة القدم.إي يو (الإنجليزية)
- أولي ماكبيرني على موقع ناشيونال فوتبول تيمز (الإنجليزية)
- أولي ماكبيرني على موقع Soccerbase.com (لاعب) (الإنجليزية)
- أولي ماكبيرني على موقع Soccerway.com (الإنجليزية)
- أولي ماكبيرني على موقع عالم كرة القدم.نت (الإنجليزية)
- أولي ماكبيرني على موقع AS.com (الإسبانية)